# Chinhoyi
Chinhoyi (denominada Sinoia, antes da independência do Zimbábue) é a cidade-capital da província de Maxonalândia Ocidental, localizada no distrito de Makonde (denominado Lomagundi, antes da independência deste país). Sinoia foi fundada em 1906 por um rico italiano, o tenente Margherito Guidotti, que encorajou a fixação de 10 famílias italianas no local.
A cidade está localizada aproximadamente a 120 km a noroeste de Harare, na estrada principal para Cariba e Chirundu e é servida pelo rio Hunyani. Chinhoyi é igualmente sede duma diocese católica que se estende até Kariba. A população da cidade, segundo o censo de 2013 era de 63 014.
As grutas de Chinhoyi, a cerca de 8 km a norte da cidade, na estrada para Karoi são cavadas em calcário e foram descritas pela primeira vez por Frederick Courtney Selous, em 1888. 